# E.ON SE
E.ON SE este o importantă companie energetică germană, prezentă în mai multe țări din Europa, cu o cifră de afaceri de circa 67,8 miliarde de euro și 80.000 de angajați.
În anul 2003, E.ON a achiziționat compania Ruhrgas, fiind redenumită „E.ON Ruhrgas”.
E.ON Ruhrgas deține acțiuni în 20 de companii furnizoare de energie din Europa Centrală și de Est, având peste 14 milioane de clienți.
Grupul E.ON are peste 40 milioane de consumatori de energie electrică în Europa și Statele Unite.
Grupul E.ON are o producție anuală de gaze naturale de 3 miliarde de metri cubi. Compania intenționează să investească 2 miliarde de euro în capacități subterane de depozitare a gazelor naturale, cu un volum de circa 9,2 miliarde de metri cubi.

## E.ON în România
În anul 2005, E.ON Energie (deținută de E.ON) a achiziționat pachetul majoritar de 51% din acțiunile Electrica Moldova de la statul român pentru suma de 100 milioane de euro. În același an, E.ON Ruhrgas a achiziționat și 51% din Distrigaz Nord tot de la statul român, pentru suma de 300 milioane euro.
În februarie 2011, E.ON avea 1,5 milioane de consumatori de gaze naturale și 1,4 milioane de consumatori de electricitate în nordul țării.
Cantitatea de electricitate comercializată de E.ON în 2010 s-a ridicat la 3,44 TWh, pe când cea a gazelor naturale s-a cifrat la 25,8 TWh.
Număr de angajați:
- 2011: 6.650[7]
- 2009: 7.300[9]
- 2005: peste 12.000[9]

Cifra de afaceri în 2010: 4 miliarde de lei